# Bruno Fistori
Bruno Fistori (Córdoba, Argentina, 11 de enero de 1991) es un futbolista argentino que se desempeña como delantero central y actualmente se encuentra en Gutiérrez Sport Club.

## Trayectoria
Bruno Fistori comenzó su carrera deportiva en Boca Juniors donde se mantuvo en un proceso en inferiores menores por 10 años. En el 2010 es fichado por el Chacarita Juniors de la Primera B Metropolitana de Argentina, donde jugó tan solo 2 partidos antes de que su equipo descendiera.
En 2011 es fichado por el Independiente Medellín de Colombia.
Actualmente el jugador se encuentra en Gutiérrez Sport Club (Torneo Federal A).

## Clubes
| Club                            | País      | Año                |
| ------------------------------- | --------- | ------------------ |
| Boca Juniors                    | Argentina | Divisiones menores |
| Chacarita Juniors               | Argentina | 2010               |
| Independiente Medellín          | Colombia  | 2010-2011          |
| Atenas de Río Cuarto            | Argentina | 2012-2013          |
| Terbuni Puke                    | Albania   | 2013-2014          |
| Jorge Newbery de Villa Mercedes | Argentina | 2014-2015          |
| Gutiérrez Sport Club            | Argentina | 2015-              |